# バーサスアース
『バーサスアース』（VS EARTH）は、原作：一智和智、作画：渡辺義彦による日本の漫画作品。『週刊少年チャンピオン』（秋田書店）にて、2012年34号から2014年13号まで連載された。実質的な打ち切りにより、ストーリーは未完。連載終了後、一智による続編の『バーサスアース78アフター ウォーハンマー』の制作が行われる事となり、Pixivなどで公開され、『マンガ on ウェブ』（佐藤漫画製作所）での連載を経て、同誌休刊にあいながらも私的に継続された。当初『ウォーハンマー』は電子書籍の単行本でしか発売されていなかったが、配信作品であるそれを『バーサスアース・オルタナティブ』に改題した上に書籍用に描き下ろして、ワールドコミックス（久保書店）から紙版が刊行されることとなった。
日常の崩壊と共に出現した怪物との戦いを描いたSF漫画で、キャッチフレーズは『人類の敵は地球』。

## あらすじ
目標もなく、退屈な日常を過ごす高校生のハルト。しかし、その日常は突如として出現した「深柱」によって急変した。居合わせたハルトと西崎カナは、友人達を無残に殺されるが、「地質災害研究機構」に属する「ピラーブレイカー」と共にこれを撃退する。カナとともに生き残ったことを安堵したのも束の間、ハルトは深柱の外甲片に頭部を貫かれ瀕死の重傷を負う。搬送中、謎の「ヘルメットの少年」が召喚した深柱に再び襲撃されるが、その中でハルトは「融合者」として覚醒する。
深柱の力を自らの中に取り込んでしまったハルトは、地災研と深柱の戦いに否応なく巻き込まれていくが、ハルトは自分が人間であり続けていくためにも、戦う覚悟を決め、ピラーブレイカーとなる。こうしてハルトは、地球と人類の戦いに挑むことになる。

## 登場人物

### 主人公
寺鐘 晴斗（てらがね はると） / ハルト
主人公。高校2年生。目標もなく退屈な日常を過ごす平凡な少年。親との接点が薄く、友人達との繋がりを大切にしていた。
ある日、偶然にも練馬の深柱事件に遭遇。深柱の外甲片に頭を貫かれ瀕死の重傷を負うが、結果として深柱体組織を体内に取り込んだ「融合者」となる。その後の戦闘において、深柱外甲を結合出現させ「盾」「剣」を形成することができるようになるが、自由なコントロールは難しい様子。また定期的にワクチンを接種しないと、体内で深柱が暴走を始め、自意識・肉体ともに乗っ取られる危険性がある。当初はワクチンを巡る取引のような形で地災研に協力したが、後に戦う覚悟を決め、自ら志願してピラーブレイカーとなった。
当初は無気力な一面が見られたが、深柱との戦いで率先して戦おうとする自己犠牲の一面が現れ始める。兵真の戦死以降はこの思想に拍車が掛かり、彼の能力に多大な影響を及ぼしており（クサナギノツルギ・ライコウの出現、砕かれた顎の修復等）、火魅子からも深柱に近づきつつあると判断されている。
コードネームは「ブレイカー4」。マッスルコート・ライトを装備する。

### ハルトの友人
西崎 カナ（にしざき カナ）
ハルトの同級生。深柱と戦うことになったハルトのことを心配する心優しい少女。ハルトの心の支えとなっている。
佐藤 シンタ（さとう シンタ）
ハルトとカナの親友。お調子者の少年。ファミレスに出現した深柱の熱線によって頭を吹き飛ばされた。
槇原 ユミ（まきはら ユミ） / ミス・ピラー
ハルトとカナの親友。眼鏡をかけたクールな少女。ハルトに密かな想いを寄せていた。ファミレスに出現した深柱の熱線によって腹部を貫かれたが、不完全ながらも深柱体組織を体内に取り込み、「仮死状態の融合体」となっていた。地災研に保護され、新宿戦で捕獲された「深柱本体」と脊髄を接続したことで覚醒したが、ハルトの写真を見せた時だけ、わずかに人間の意識が戻るのみで結局は暴走。「本体」を切り離し、再び植物状態となった。
別の施設に移送された後も覚醒と昏睡を繰り返していたが、以前よりも意思疎通ができるようになり、ハルトが自身と同じ融合者になったことを知ってからは火魅子の提案を飲んでいる。

### 地災研
鷹村 玲央（たかむら れお）
ピラーブレイカー。巨大なハンマー・「対甲破壊槌」を操る美女で、攻撃を担当する。作中の時間で8年前、海外での深柱事件で肉親を失っており、深柱に対する憎しみは深い。ただし、それ以上に義侠心も強く、ハルトに頼らざるを得ない自分達に歯がゆさを感じ、ある意味非人道的とも言える地災研の裏の顔にも怒りを隠さない。
コードネームは「ブレイカー3」。通常型マッスルコートの他、「十一式（及び十三式）対甲破壊槌」「対甲裂砕太刀」など対深柱攻撃用兵器を装備。後に専用兵装であるASURAが開発された。
藤堂 兵真（とうどう ひょうま）
ピラーブレイカー。巨大な盾・「対熱多層防護盾」を操るドレッドヘアーの大男。見かけに劣らない筋力を持ち、防御を担当する。玲央の肉親が死んだ深柱事件の現場に居合わせ、彼女の父親に助けられた過去を持つ。そのため「護る」という目的意識が暴走しがちで、無茶な突出もある。
玲央と同じくハルトを弟のように思っており、戦場に引き出すのはよしとしていないが、本人が覚悟を決めた後は同志として、また兄貴分として見守っている。
コードネームは「ブレイカー2」。主に守備用兵装「十式対熱多層防護盾」を装備、板橋戦では「対甲裂砕打刀」を使用したが、これもマントル熱線を「防ぐ」目的であった。通常型マッスルコートを使用している。
銀眼王による本部侵攻時には、仲間と地災研の職員が逃げる時間を稼ぐために銀眼王と単独で対峙し、左腕を失いながらも身に着けた爆弾を炸裂させて道連れを図った。
林 進ノ助（はやし しんのすけ）
ピラーブレイカー。眼鏡をかけた小柄な男性。実働隊戦術主任で、深柱処理においては指揮・支援を担当する。前線における司令官の役目を持ち、その分析力・作戦立案能力には、玲央、兵真ともに全幅の信頼をおいている。ただし精神面において未熟な部分もあり、状況によっては絶望感に打ちひしがれたり、冷静さを見失ってしまったりすることもある。ハルトから「進ノ助兄さん」と呼ばれることを期待していたが、叶わなかった。
コードネームは「ブレイカー1」。直接的な戦闘力はないため後方に控えているが、深柱の攻撃が予想外に多彩であるため負傷することもある。池袋の戦闘において左腕を失った後、PCに直接接続したり、視神経と連動して精密射撃を可能にしたりする機能をもった、高性能な義手をつけている。板橋戦からマッスルコート・ライトを装備。
萩原 火魅子（はぎわら ひみこ）
眼鏡をかけたツインテールの女性。地質災害研究機構の研究開発主任にして、研究機構の日本支部長代行。対深柱用兵器の開発に携わる（ネーミングも彼女が担当）。マッドサイエンティスト気質で周囲を煙に巻く言動も多いが、対深柱研究においては冷酷なまでの判断を下し、これにあたっている。「ミス・ピラー」こと槇原ユミを対深柱兵器にすることを目論む。
三輪 征史郎（みわ せいしろう）
細い目をした男性。地質災害研究機構奥多摩支部の医療主任で開発補佐も務める。火魅子の右腕的存在である模様。
一方でノリが良く、人工筋強化服の頑丈さを示すために「三輪スカルペル」というメスの十字切りを披露している。
本田 憲豪（ほんだ けんごう）
白い髭の初老の男性。地質災害研究機構奥多摩支部の整備主任、兼技術補佐。各装備の修復・メンテナンスを担当し、場合によっては前線にも出てくるパワフルな性格。

### スレイヤー6
アメリカ地災研本部所属の深柱処理実動隊
ゲトレー・バートレー
スレイヤー6の隊長でコマンダー。万能型であらゆるポジションに対応できる。鼻の上に傷がある髭を生やした初老の男性。階級は少佐。カエサルの格言の引用を好む。兵真とマーベルに格闘術や剣術を仕込んだ師であり、対深柱装備「対甲一文字」を常に持ち歩いている。
ハルトとチームを組み、彼を極上の猟犬に仕立て上げようと考えている。
シェリカ
スレイヤー6の防盾手（シールドマン）。深柱を見下しており、融合者であるハルトのことも当初は深柱少年と呼んでいた。一方で病気がちな母親を気遣う優しい一面もある。
後にハルトが自分と同じ思いを持って戦っていることを知ってからは彼を認めるようになり、またハルトが様々な苦悩を抱えていることを知り、彼の盾になることを決意した。
ケイラン
スレイヤー6の攻撃/防盾手（バイプレイヤー）。爆甲職人（シェルブレイクマイスター）の異名をとる。女性用装備を身に着けているが、れっきとした男性。地災研との初の共同任務以来、林を気に入り、積極的にアプローチしている。
マーベリック / マーベル
スレイヤー6の攻撃手（ストライカー）。「俺は剣、剣は俺」という独自の考えを持っており、玲央曰く防御を捨てた特攻同然の戦闘スタイルを持っている。スカルペルⅡで十字に斬りつける高速の2連撃・「滅殺の十字分断（カルバリーストライク）」が得意技。
イヨ・ハギワラ
スレイヤー6のコマンダー。萩原火魅子の姪にあたる小柄な女性。火魅子に対して対抗心を見せており、彼女よりも進んだ対応を見せた時はそれを自慢しているが、詰めの甘い部分も多い。火魅子と違って一般的な感性を持っているため、スレイヤー6の行動に着いて行けないと感じることもある。
ライツ
スレイヤー6の防盾手。髪を短く刈り込んだ、眉毛の太い大柄な黒人男性。視力が5.0もある。非常におおらかな性格をしているが、人間をもてあそんだサークェには激情を見せている。

### 深柱勢力
二十四の銀眼王（エンプトノート）
人類を滅ぼそうと企む、深柱たちのリーダー格。外見は小柄な少年だが、直径9ミリの髄幹が体内各所に計24個ある人間型の深柱。
深柱勢力の中で唯一深柱を生み出せる存在であり、人間型の生成にも関わっている。ただし、生み出すには相当なエネルギーを消耗するらしく、強力な個体ほど休眠が必要になる。
他の深柱と同様に人間を見下しているが、一方で人間型の深柱の強さの源として「衝動」に目をつけ、己を犠牲にして自身を行動不能に追い込んだ兵馬を戦士として認めている。
アーカス
人間型の深柱。屈強な体躯を高い防御力を有する鎧で覆っている。銀眼王から与えられた衝動は「闘争」。
普段纏っている鎧は外甲で形成されているが、本気を出すことで肉体にも外甲の筋肉を生み出すことが可能で非常に高い防御力を持つ。
本人は殆ど無口。強者との戦いを渇望しており、一片とは言え実力を出させたマーベルに強い執着心を抱いている。地災研からは「鎧の人型（アーマーナイト）」と呼称されている。
『ウォーハンマー』では、マーベルの速さに翻弄されつつも自身の持つ高い防御力と折った刃を包帯代わりにして弱点の口を覆う事で対処した。マーベルの十字分断を食らった事で肉体に限界が訪れたが、銀眼王の言葉に反応して使い物にならなくなった上半身を放棄し、外甲が自在に動く形態に移行した。その能力を持ってマーベルと救援に来たハルトとイヨを圧倒したが、彼ら三人の決死の攻撃によって一度は停止した。だが、死力を振り絞った一撃を放つ直前に林に髄幹を狙撃されて塔解する。
ビゼリア
人間型の深柱。二十四の銀眼王と行動を共にする、長い黒髪の男性。銀眼王から与えられた衝動は「忠誠」。
戦闘時には背中に8本の外甲片を翼状に展開し、それらを射出する遠距離戦を得意とする。この外甲片は彼の意思によって縦横無尽に動く上に、御雷を纏わせることで威力を上げることもできる。
『ウォーハンマー』では「黒衣の人型（ヴァンパイア）」と呼称されている。ルイと交戦するもハルト（アゼル）に力の一部を奪われた事もあって彼に圧倒される。
フェルゼル
人間型の深柱。側近であるビゼリアですらその正体を知らない。護国寺での戦いで窮地に陥ったビゼリアを救助した時にハルト達と対峙したが、ハルトはある人物と同じ姿を重ねている。
マッスルコートに似た外甲を身に着けており、ヤタノカガミに似た外甲の盾を用いる。顔にも外甲を付けているため、地災研からは「仮面の人型（マスクマン）」と呼称されている。
その正体は、銀眼王によって深柱に向かいれられた藤堂兵真。人間としての意識は残っていないが、行動原理は生前と同じく仲間を守ろうとする。圧倒的な防御力と怪力によってハルトとゲトレーを追い詰めたが、復活したハルトのクサナギノツルギ・ライコウを喰らう（チャンピオン連載版では描写されなかったが、『ウォーハンマー』では生存している）。
ララン
人間型の深柱。桃色の髪を持つ少女。銀眼王から与えられた衝動は「好奇」。
ありとあらゆるものに興味を示し、それらを聞き出そうとするが、それに答えないと感情的に攻撃する。深柱であるにも関わらず重力大針の探査に引っ掛からず、ズタズタにされても塔壊現象が起きない。
相手の武器の構造を探求・理解し、それらを自身の肉体で再現・強化する模倣能力があり、作中ではシェリカのカシオペアを学習し、彼女を圧倒した。
『ウォーハンマー』では、ラランの上半身が変じた肉塊はフェルゼルに回収され、残る下半身は地災研に回収された。地災研からは「人形を抱いた少女（アリス）」と呼称された。
ライリ
ラランの体内から生み出された深柱。目が信号機の様な縦に3つ揃った姿をしており、巨大なクマのぬいぐるみのような形状に変化する。ライリという名は、元はラランが初めて覚醒した際に側にあったクマのぬいぐるみのもの。

サークェ
人間型の深柱。フードをかぶった白髪の少年。銀眼王から与えられた衝動は「残虐」。
口数は少ないが、同族のラランを解体することに躊躇せず、人間の悲鳴を聞くことが好きだと言い張る程に残虐。水を操る能力を持ち、凍らせて御剣を生み出す。
『ウォーハンマー』では、深柱を構成する「黒鋼の肉」の力を突き詰めた結果、深柱の中で再生能力が最速となったということが銀眼王によって語られた他、黒鋼を混ぜることで水なども自らの支配下に置くだけでなく、血液すらも外甲化させることが可能で、分断された肉体を独自に再生して行動することも出来る。ただし、支配下に置けるのは自身の血や身の回りにある水などの自身が触れられるものだけで、空気中の水分や氷の槍を介して相手の体内の血や水分を操ることは出来ず、支配下に置ける量も決まっている。地災研からは「水蛇使い（サーペント）」と呼称された。
H小隊との戦いでは変幻自在の能力を持って圧倒し、彼らに重傷を負わせた。救援に来た玲央との戦いでは自身のトラウマを刺激されたこともあり、自身の身体を刻んで操れる限界量も超えた極大の水の竜を生み出した。玲央の「阿修羅切撃百練走」によって切り刻まれて塔解し、人間型深柱側の初の戦死者となる。
潮崎 醒（しおざき せい？）
サークェのベースになった中学生。幼少期から残酷なゲームや動画を好む傾向があり、それを危惧した父親が地元のスイミングスクールに通わせたが、そこの女性コーチによる性的虐待を受けた。そのストレスを鳩や猫に発散することで残虐性がより強まり、自分よりも弱い小学生をターゲットにした通り魔事件を7件起こす。家庭裁判所への移送中に深柱の攻撃を受けたことで体の大半を喪失したが、輸送中に意識が戻り、共にいた銀眼王の言葉に共鳴した。

### その他
真宮寺 ルイ（しんぐうじ ルイ）
練馬戦直後、自ら「スルト」と呼ぶ深柱を従え、ハルト達を襲撃した「融合者」。地災研設立メンバー・真宮寺誠伍（しんぐうじ せいご）教授の関係者を名乗るメガネをかけた少年。左目の形状が変化しており、至近距離から深柱を見据えることによって、その深柱を自分の配下にする能力を持つ（一方で銀眼王の配下である「戦士」には効果が無い）。
本人の言によればハルトより下位レベルの融合者であるが、力の使い方において大きく凌駕している。深柱のエネルギーを利用した「レーバテイン」なる剣を使うが、ハルトの防御と玲央の反撃により「スルト」とともに撤退した。後日、怪しげな宗教団体の中に紛れ込んでいる姿が描写されている。
護国寺での作戦後、移動型に変化したスルトの柱獣形態（フェンリル）と深柱を自分の配下にする能力、出所不明のマッスルスーツを披露して自身が真宮寺誠伍の関係者を名乗り、地災研と深柱に宣戦布告を行った。

右近
ルイの従者。片眼鏡とタキシードを着用した執事のような外見。

## 用語解説

### 深柱関連
深柱（しんちゅう）
地中より突如出現し、人類を襲う謎の生物。金属光沢をもつ柱状の姿で、表面に現れる眼から「マントル熱線」と呼ばれるエネルギーを発射する（目の表面積の大きさに比例して熱線の威力や照射時間が変化する）。強固な外甲に覆われているため、通常の武器は通用しない。この外甲は変形・射出が可能で、近距離ならマントル熱線の威力も上回るが、これには5秒の時間が必要とのデータがある。
攻撃により深柱中心部の「髄幹」を破壊することで「深柱塔解」し、砂になって崩れる。この砂は微粒子であり、すぐ大気に四散してしまうため、これを回収する専門のチームが存在する。回収された「砂」は対深柱兵器や研究素材として転用されるため、非常に価値が高い。
当初は地面から突き出した柱の形状をしたもののみだったが、両腕を生やし自力で移動したり攻撃を防いだりするタイプや、上空から出現して巨大な蛇のように動き回りながら人間を襲うタイプなど、様々な深柱の存在が確認されている。
一般的には「溶岩噴出体」という自然災害であるとの情報統制がなされており、政府や自衛隊は一貫してそう呼んでいる。
作中の描写から、明確な自意識があることが示されている。人類を「地球の敵」と認識し、これを殲滅することを目的としている。ただし、人類以外の生物を殺すのは「無益」であるとして、猫一匹ですら攻撃することをためらっている。
深柱の種類
練馬型
出突場所：東京都練馬区ファミリーレストランチェーングッドウッド店内
形状：円柱
ファミリーレストランで談笑中のハルトたちの前に出現。眼球が現れた直後シンタやユミ及びファミリーレストランの客らをマントル熱線で無差別に殺害。眼球を1つから複数個に増やしたりまた1つに戻したりすることができる。
「二十四の銀眼王」からは「アゼル」と呼ばれている。
スルト
形状:円柱→円柱（移動型）
真宮寺ルイと行動を共にする深柱。非常に刺々しい外見をしている。真宮寺ルイはこの深柱から剣を引き出しており、マントル帯炎を纏わせることで「レーヴァティン」と呼ばれる非常に強力な武器になる。初戦ではハルトの防御と玲央の反撃によって塔解寸前にまで追い込まれたが、ルイの指示で撤退した。
ビゼリアとの戦いの後にルイと共に登場し、空中を浮遊して移動する姿に変化している。更には「柱獣形態（フェンリル）」と呼ばれる姿にも変形できるようになり、その攻撃力は深柱でも強力な部類に入る新宿型を一撃で撃破している。
『ウォーハンマー』では、練馬型と同じ防御力を持つ外甲が鱗状に折り重なり、衝撃を吸収する柔軟性を持つことが明かされた。他にも形態変化が可能で、公私をサポートする「執事」、纏う事で身体能力を高める「格闘外装形態（ジークフリート）」が存在する。
池袋型
出突場所：池袋駅地下鉄構内
形状：円錐→球体
出突時はマントル熱線を普通に撃つ他、発射しながら眼球を素早く水平に動かすことで、広い範囲を攻撃する。腕を生やし、形状を球体に変化させ、地面に熱線を撃ちその反動で飛び上がるなど様々な機動を駆使して戦う。
新宿型
出突場所：新宿町内
形状：蛇型
日本で初めて確認された空中生成型。蛇のような体躯を持ち、大きさも15メートル並みと巨大。これまでと違って「口」を持ち、人間を捕食する行動を取る。口内部には今までと同じくマントル熱線を放つ目が出現するが、独立しているために地面からのエネルギー補給が出来ず、放つ数には限りがある。自身の表皮を超高温化することで銃弾や砲弾を着弾前に蒸発させる防御手段を持つ。頭部の外甲を変化させることで突進の威力を上げることもできる。深柱の中でも取り分け感情を示すことが多く、捕食できないことに駄々をこねる、ハルトが現れた時は明確な敵意を見せるといった行動が確認された。
人間型
日本で初めて確認された種類の深柱。個々の詳細は登場人物の項を参照。
いずれもの個体が極めて高い戦闘力と特異な能力を備えており、地災研の見立てでは1体当たり新宿型5体分の戦闘力を有すると考えられている。内骨格が外甲で構築されているため、小型でありながらも非常に高い防御力を有する。マントル熱線を「御雷（みかづち）」、外甲片を「御剣（みつるぎ）」、髄幹を「魂の器」と呼んでいる。

融合者
なんらかの理由により、深柱と人間の体組織が文字通り「融合」している存在。生物学的には深柱とも人間とも言えず、それどころか生きているか、死んでいるのかも分からないという。この中でも「上位の融合者」とされるハルトは、暴走の危険をワクチンで抑制している。
アメリカの施設で保管されている「融合者の死体」は「ミスター・ピラー（深柱の囚人）」と呼ばれ、ピラーブレイカーの各装備やワクチンに使われている深柱体組織は、この死体から採取されている。
フレアーボール
人型深柱の格闘兵装の1つ。深柱の眼球を腕に装着し、摂氏10000度の高熱を持った球体に変化させて敵を攻撃する。

### 地災研関連
地質災害研究機構
深柱による災害を防ぐために造られた組織。通称は「地災研」。本部はアメリカにあるとされる。民間組織であるため、市民に対する避難強制力や自衛隊に対する戦闘指揮権、特定の人物に対する拘束力などはない。
新宿戦において自衛隊と初の共同作戦を実施、その後は「対深柱戦のプロ」と認識され、板橋に出現した深柱を被害0で撃退したことから政府も一目置くようになった。
人体実験ともいえる行為も極秘で繰り返し実施されており、火魅子は「目的のためには手段を選ばない」と公言している。
地災研実働隊（ピラーブレイカー）
大地の牙を倒す者と名付けられた、地災研の戦闘チーム。対深柱戦に特化した装備を駆使して、その撃退に当たる。ブレイカー1の指揮のもと、ブレイカー2が敵攻撃を防御。再攻撃前にブレイカー3が反撃、というのが基本戦術である。紆余曲折はあるが、ほぼこの戦術で練馬、池袋、新宿、板橋までの深柱を撃破している。新宿戦後、ハルトが「ブレイカー4」として正式に加入した。
人工筋強化服（マッスルコート）
深柱との戦闘において、戦闘員の筋力・防御力を強化するために開発されたスーツ。ハード的に筋力を動力補助する他、薬物投与で身体能力を急上昇させるフィジカルブーストなど、生命維持にも高い機能を持っている。ただし、「装備を使うための装備」としての意味合いが強く、深柱の直接攻撃を防ぐことはできない。また訓練を受けていない者、基本的な筋力が弱い者が着用すると、人工筋に締め上げられ歩くこともままならない。
軽式人工筋強化服（マッスルコート・ライト）
新型の人工筋強化服。非力な人間であっても使用できるよう出力を落としたタイプで、従来の人工筋強化服に付与されたフィジカルブーストの機能は使えないが、深柱塔解後に採集した砂灰をコーティングしてあるため守備力は高い。「従来型がスマホなら、軽量型はガラケー」と比喩される。使用に訓練が必要なことは変わらない。
対甲破壊槌（ヤサカノマガタマ）
深柱の外甲を破壊するために造られた巨大なハンマー。外甲の破損部に裂断刀を打ち込んだ後、それを髄幹にまで押し込むのにも使用される。最初に実戦配備された十一式と、機能はそのままに速攻仕様へ改良された十三式がある。
着甲爆震（ブラストストライク）
破壊槌で深柱外甲を破砕する攻撃。打撃時に装填された火薬を炸裂させ、振動で威力を高める。火薬を収めた薬莢は、計6発がハンマー後部のリボルバーに装填されている。対甲裂砕太刀が配備されるまでは、外甲を破壊し得る唯一の手段だった。

対熱多層防護盾（ヤタノカガミ）
深柱のマントル熱線を防ぐために造られた巨大な盾。十式初期型と改良型がある。防御能力を全開放した「拠点防御形態」をとることが可能。表層装甲はスペースシャトルの耐熱タイル技術を転用して造られており、損傷度を数値で確認しながら、熱線をある程度の時間防ぐことができる。装甲底面は深柱塔解の際、わずかに回収された砂灰を溶射剤に混入し、大量に吹き付けられているが、この部分が破損すると修理も効かず再利用できない。
深柱髄幹裂断刀（クサナギノツルギ）
裂断刀と名付けられているが、実際には深柱の髄幹に「突き刺す」ために造られた刀。とどめに使用されるが、あらかじめ敵外甲を破損させ、そこを狙って挿入後、再圧入させるというプロセスが必要である。
ハルトが外甲変形によって形成する「剣」はこれをイメージしており、破壊槌による圧入も可能な形態になっている。
深柱髄幹裂断刀・雷光（クサナギノツルギ・ライコウ）
ビゼリアとの戦いでハルトが重傷を負いつつも彼の御雷を吸収した深柱髄幹裂断刀。威力は人型深柱の身体を容易に両断するほどに高いが、ハルト自身はこれをいつでも出せるわけではない。この裂断刀を出現させた後、ハルトは左腕を喪失している。
深柱髄幹裂断刀・飛燕（クサナギノツルギ・ヒエン）
「ビフォー78ウォーハンマー」に登場したクサナギノツルギの一形態。飛行機を元に変形し、揚力を得ることで攻撃範囲を伸ばした。本編でも護国寺での戦いで生成中の移動型を倒す時に一時的にこの形態になっていた模様。

重力針（じゅうりょくしん）
深柱の外甲破片を電極につないだ装置。電流を流すことにより、微弱な電気信号の変化で深柱の存在を探知する。外甲組織が深柱髄幹に反応することを利用した「単純な装置」であり、それ故外甲片の大きさがそのまま探知精度に反映される。従来型は精度が低く、空から出突した新宿型にはほぼ無反応だった。
後に「重力大針」と呼ばれる「槇原ユミの左手」をそのまま使用した装置が開発された。能力が飛躍的に上がり、出突地点のピンポイント予測はもちろん、深柱の型から出突時間まで100パーセントの正確さで探知、板橋戦で多大な成果をもたらした。
対甲裂砕太刀（スカルペル）
地災研アメリカ本部で開発された試作兵器。超振動刃により、深柱外甲を「斬る」ことを可能とした刀。新宿型など比較的柱直径の細いタイプに有効とされる。バッテリーの大量消費や超振動による大音量ノイズの発生など、未完成な部分が多い。
対甲裂砕打刀（たいこうれっさいたち / カムドノツルギ）
新宿戦後、地災研日本支部にて開発された対甲裂砕太刀の改良型。従来型の欠点であった電力消費やノイズを抑え、より実戦向きな武器となった。
スカルペルⅡ
対甲裂砕太刀の改良型。使用者はマーベル。対甲裂砕太刀の切断力を極限にまで追求したが、代償として刀身はかなり薄く下手な扱いでは折れる場合がある。また、カムドノツルギと同じく従来型の欠点であった電力消費やノイズは抑えられている。

対甲一粒弾（アンチピーラーシェルスラッグショット）
深柱塔解後に回収した灰を混入した弾丸。
ASURA（アスラ） / Assult Support Unit for Reo's Armament（アサルト サポート ユニット フォー レオズ アーマメント）
玲央専用の新型装備で、動くタイプの深柱にも対応できる兵装システム。「対甲裂砕打刀」を両腕に1振りずつ装備。統合システムを兼ねた背中のバックパックに大容量のバッテリーを内蔵したことで、人工筋強化服の稼働時間が大幅に増加している。
玲央の音声入力で起動する「自律型連々復式格闘支援兵装（トリプルアームズ）」により4本の義手と玲央自身の両腕の計6本の腕を同時に使った攻撃が可能となる。
ASURA・CORE（アスラコア）
ASURAのバックパックに収納されている動力炉。実態は人工的に作られた深柱髄幹のような生物。3分を超えて稼働させればコントロール不能となるため、発揮できる出力は5パーセントにすぎない。
十三式三連新堂破断刀（ナナツサヤノタチ）
七支刀のように左右に3本ずつの枝刃状のパーツが付いた大剣。切断力は対甲裂砕打刀の10倍で、練馬型の深柱を爆震無しで一撃で分断・塔解することも可能。ASURAの出力を50パーセントまで上げれば使用できる。

自立五連式防御盾機構（カシオペア・ディフェンサー）
スレイヤー6のシェリカが装備する円形の盾。自律可動式のアームが装着されていて、両腕と背中に計5つ備わっている。対熱多層防護盾に比べれば表面積は小さいが、マントル熱線にも十分耐え得る強度を持つ。盾にはそれぞれ「α（シェダル）」「β（カフ）」「γ（ツィー）」「δ（ルクバー）」「ε（セギン）」と名付けられている。
超弩級複合式耐熱耐甲防御盾（ギガントリーフ）
スレイヤー6のライツが装備する2枚組の巨大な盾。

## 単行本
- 一智和智（原作）、渡辺義彦（作画）『バーサスアース』秋田書店〈少年チャンピオン・コミックス〉、全9巻
  1. 2012年12月7日発売[2]、ISBN 978-4-253-21858-0
  2. 2013年2月8日発売[3]、ISBN 978-4-253-21859-7
  3. 2013年4月8日発売[4]、ISBN 978-4-253-21860-3
  4. 2013年7月8日発売[5]、ISBN 978-4-253-21861-0
  5. 2013年9月6日発売[6]、ISBN 978-4-253-21862-7
  6. 2013年11月8日発売[7]、ISBN 978-4-253-21863-4
  7. 2014年1月8日発売[8]、ISBN 978-4-253-21864-1
  8. 2014年3月7日発売[9]、ISBN 978-4-253-21865-8
  9. 2014年5月8日発売[10]、ISBN 978-4-253-21866-5

- 一智和智 『ウォーハンマー』（個人出版）、電子書籍 既刊8巻（2017年12月現在）

- 一智和智 『バーサスアース・オルタナティブ』久保書店〈ワールドコミックス〉、既刊5巻（2024年9月現在）
  1. 2023年7月28日発売、ISBN 978-4765936279
  2. 2023年10月30日発売、ISBN 978-4765936286
  3. 2024年3月29日発売、ISBN 978-4765936293
  4. 2024年6月28日発売、ISBN 978-4765936309
  5. 2024年9月30日発売、ISBN 978-4765936323